# Miernikowcowate Polski
Miernikowcowate Polski – ogół taksonów motyli z rodziny miernikowcowatych, których występowanie stwierdzono na terenie Polski.
Do 2021 roku wykryto w Polsce 420 gatunków miernikowcowatych, należących do 168 rodzajów:
- Abraxas grossulariata – plamiec agreściak
- Abraxas sylvata – plamiec leśniak
- Acasis appensata – platynka czerniczanka
- Acasis viretata – platynka zielonka
- Aethalura punctulata – przylepek olszyniak
- Agriopis aurantiaria – zimowek pozłotnik
- Agriopis bajaria
- Agriopis leucophaearia – zimowek białoplam
- Agriopis marginaria – zimowek obrzeżak
- Alcis bastelbergeri
- Alcis deversata – przylepek plamiak
- Alcis jubata – przylepek brodacznik
- Alcis repandata – przylepek nagrabek
- Aleucis distinctata
- Alsophila aceraria – nierównik kloniak
- Alsophila aescularia – nierównik kasztaniak
- Angerona prunaria – szypleć leszczyniak, rączyk leszczyniak
- Anticlea derivata – paśnik pochodnik
- Anticollix sparsata – koliks tojeściowiec
- Apeira syringaria – rozlotlik lilakowiak
- Aplasta ononaria
- Aplocera efformata – niekrocz naśladek
- Aplocera plagiata – niekrocz dziurawczak
- Aplocera praeformata
- Apocheima hispidaria – włochacz kolczatek
- Archiearis parthenias – bęsica kwietniówka
- Arichanna melanaria – przylepek moczarek
- Artiora evonymaria – miotlik trzmieliniak
- Ascotis selenaria – przylepek księżycowiak
- Aspitates gilvaria – ogniwaczek miodowiak
- Asthena albulata – astenka białka
- Asthena anseraria – astenka gęsiówka
- Baptria tibiale – baptria zakonnica
- Biston betularia – krępak brzozowiec
- Biston strataria – krępak nawierzbek, włochacz dropiak
- Boudinotiana notha – bęsica osinówka
- Bupalus piniaria – poproch cetyniak
- Cabera exanthemata – ciemnokres brzozowiec
- Cabera leptographa
- Cabera pusaria – ciemnokres wierzbowiec
- Campaea honoraria
- Campaea margaritata – ostrolot muszlowiak
- Camptogramma bilineata – paśnik goździeniak
- Camptogramma scripturata
- Carsia sororiata
- Cataclysme riguata
- Catarhoe cuculata – paśnik kukułaczak
- Catarhoe rubidata – paśnik czerwieniak
- Cepphis advenaria – cefis borówczak
- Chariaspilates formosaria
- Charissa ambiguata
- Charissa glaucinaria
- Charissa intermedia
- Charissa obscurata
- Charissa pullata
- Chesias legatella – niekrocz żarnowczak
- Chesias rufata – niekrocz rudawiak
- Chiasmia clathrata – witalnik nostrzak
- Chlorissa cloraria – miernik chlorak
- Chlorissa viridata – miernik seledyniak
- Chloroclysta miata
- Chloroclysta siterata – paśnik zaroślak
- Chloroclystis v-ata – grotnik koroniec, grotniczek koroniec
- Cidaria fulvata – pomiernik naróżak
- Cleora cinctaria – przylepek wrzosak
- Cleorodes lichenaria – przylepek porościak
- Coenocalpe lapidata
- Coenotephria salicata
- Coenotephria salicata
- Colostygia aptata
- Colostygia austriacaria
- Colostygia kollariaria
- Colostygia olivata
- Colostygia pectinataria – paśnik zieleniak
- Colostygia turbata
- Colotois pennaria – mrzonka pierzak
- Comibaena bajularia – miernik plamiak
- Cosmorhoe ocellata – paśnik dwuziernik
- Costaconvexa polygrammata – paśnik wielopasek
- Costignophos pullata
- Crocallis elinguaria – głazik nacierniak
- Crocallis tusciaria
- Cyclophora albiocellaria
- Cyclophora albipunctata – świerzbik białokropek
- Cyclophora annularia – świerzbik pierścieniak
- Cyclophora linearia – świerzbik kreskowiak
- Cyclophora pendularia – świerzbik wahadlik
- Cyclophora porata – świerzbik porek
- Cyclophora punctaria – świerzbik nakropek
- Cyclophora puppilaria
- Cyclophora puppillaria
- Cyclophora quercimontaria
- Cyclophora ruficiliaria
- Deileptenia ribeata – przylepek świerczyniak
- Dyscia fagaria
- Dysstroma citrata – paśnik cytryniak
- Dysstroma infuscata
- Dysstroma truncata – paśnik obcinek
- Earophila badiata – paśnik kasztanek
- Ecliptopera capitata – paśnik narudziak
- Ecliptopera silaceata – paśnik niecierpek
- Ectropis crepuscularia – przylepek pomrocznik
- Electrophaes corylata – paśnik orzeszkowiak
- Elophos dilucidaria
- Elophos operaria
- Elophos vittaria
- Ematurga atomaria – poproch pylinkowiak
- Ennomos alniaria – latalec olszyniak
- Ennomos autumnaria – latalec jesieniak
- Ennomos erosaria – latalec gruszak
- Ennomos fuscantaria – latalec najesioniak
- Ennomos quercinaria – latalec dębniak
- Entephria caesiata
- Entephria cyanata
- Entephria flavicinctata
- Entephria infidaria
- Entephria nobiliaria
- Epione repandaria – nagodnik wycinek
- Epione vespertaria – nagodnik równoleglik
- Epirranthis diversata
- Epirrhoe alternata – paśnik zwyczajniak
- Epirrhoe galiata – paśnik przytuliak
- Epirrhoe hastulata – paśnik żałobniczek
- Epirrhoe molluginata – paśnik polepek
- Epirrhoe rivata – paśnik rzeczek
- Epirrhoe tartuensis
- Epirrhoe tristata – paśnik posmutek
- Epirrita autumnata – paśnik jesieniak
- Epirrita christyi – paśnik grabowiak
- Epirrita dilutata – paśnik rozmytek
- Erannis defoliaria – zimowek ogołotniak
- Euchoeca nebulata – eucheka chmurka
- Eulithis mellinata – nacinek żółcieniak
- Eulithis populata – nacinek topolowiak
- Eulithis prunata – nacinek naśliwiak
- Eulithis pyropata – nacinek zorzyniak
- Eulithis testata – nacinek wrzosak
- Euphyia biangulata – paśnik dwuzębik
- Euphyia frustata – paśnik jednozębik
- Euphyia unangulata – paśnik jednozębik
- Eupithecia abbreviata – grotnik skrótnik
- Eupithecia abietaria – grotnik świerkowiak
- Eupithecia absinthiata – grotnik piołuniak
- Eupithecia actaeata – grotnik czerniczak
- Eupithecia alliaria – grotnik czosnkowiak
- Eupithecia analoga
- Eupithecia assimilata – grotnik porzeczkowiak
- Eupithecia cauchiata
- Eupithecia centaureata – grotnik chabrowiak
- Eupithecia conterminata
- Eupithecia denotata – grotnik dzwonecznik
- Eupithecia denticulata
- Eupithecia distinctaria
- Eupithecia dodoneata – grotnik dodoniak
- Eupithecia egenaria
- Eupithecia exiguata – grotnik kwasiczak
- Eupithecia expallidata
- Eupithecia extensaria
- Eupithecia extraversaria – grotnik goryszak
- Eupithecia extremata
- Eupithecia extremeta
- Eupithecia gelidata
- Eupithecia graphata
- Eupithecia gratiosata – grotnik piękniczek
- Eupithecia gueneata – grotnik okrzyniak
- Eupithecia haworthiata – grotnik powojniczak
- Eupithecia icterata – grotnik wrotyczak
- Eupithecia immundata – grotnik jagodniak
- Eupithecia impurata
- Eupithecia indigata – grotnik sosnowiak
- Eupithecia innotata – grotnik nierysek
- Eupithecia insigniata – grotnik  jabłoniak
- Eupithecia intricata – grotnik kreskowiak
- Eupithecia inturbata
- Eupithecia irriguata – grotnik niepasek
- Eupithecia lanceata – grotnik lancetnik
- Eupithecia laquaearia – grotnik zgorzkniałek
- Eupithecia lariciata – grotnik modrzewiak
- Eupithecia linariata – grotnik lniczak
- Eupithecia millefoliata – grotnik krwawniczak
- Eupithecia nanata – grotnik malczyk
- Eupithecia ochridata
- Eupithecia orphnata
- Eupithecia pauxillaria – grotnik świetliczak
- Eupithecia pimpinellata – grotnik biedrzeńczak
- Eupithecia plumbeolata – grotnik ołowniczak
- Eupithecia pulchellata
- Eupithecia pusillata – grotnik jałowczak
- Eupithecia pygmaeata
- Eupithecia pyreneata – grotnik naparstniczak
- Eupithecia satyrata – grotnik satyrek
- Eupithecia selinata
- Eupithecia semigraphata – grotnik półpasek
- Eupithecia silenata
- Eupithecia simpliciata – grotnik komosiak
- Eupithecia sinuosaria – grotnik zatocznik
- Eupithecia subfuscata – grotnik szarynek
- Eupithecia subumbrata – grotnik obrzeżek
- Eupithecia succenturiata – grotnik byliczak
- Eupithecia tantillaria – grotnik choiniak
- Eupithecia tenuiata – grotnik wierzbowiak
- Eupithecia thalictrata – grotnik rutewczak
- Eupithecia tripunctaria – grotnik trzykropek
- Eupithecia trisignaria – grotnik trzyplamek
- Eupithecia undata
- Eupithecia valerianata – grotnik kozłowiak
- Eupithecia venosata – grotnik szczeblikowiak
- Eupithecia veratraria – grotnik ciemiężyczak
- Eupithecia virgaureata – grotnik nawłociak
- Eupithecia vulgata – grotnik pospolity
- Eustroma reticulata – paśnik żyłkowiak
- Fagivorina arenaria
- Gagitodes sagittata – peryzoma strzałka
- Gandaritis pyraliata – nacinek wypłowiak
- Geometra papilionaria – miernik zieleniak
- Glacies alpinata
- Glacies canaliculata
- Glacies coracina
- Glacies noricana
- Gnophos dumetata
- Gnophos furvata
- Gymnoscelis rufifasciata – grotniczek rudopasek
- Heliomata glarearia – witalnik dziarstwiak
- Hemistola chrysoprasaria – miernik chryzopazik
- Hemithea aestivaria – miernik kreskowiak
- Heterothera serraria
- Horisme aemulata
- Horisme aquata – paśnik rozwodnik
- Horisme corticata – paśnik korowik
- Horisme tersata – paśnik zawilczak
- Horisme vitalbata – paśnik sporyszak
- Hydrelia flammeolaria – hydrelia żółtokreska
- Hydrelia sylvata – hydrelia leśna
- Hydria cervinalis – paśnik jeleniak
- Hydria undulata – paśnik faliniec
- Hydriomena furcata – paśnik widliczak
- Hydriomena impluviata – paśnik olszyniak
- Hydriomena ruberata
- Hylaea fasciaria – ostrolot kreskowiak
- Hypomecis punctinalis – przylepek sęczak
- Hypomecis roboraria – przylepek nadębek
- Hypoxystis pluviaria
- Idaea aureolaria – krocznik złotawiak
- Idaea aversata – krocznik odwrotnik
- Idaea biselata – krocznik ogrodowiak
- Idaea contiguaria
- Idaea degeneraria
- Idaea deversaria – krocznik gospodek
- Idaea dilutaria – krocznik rozmytnik
- Idaea dimidiata – krocznik połowiczak
- Idaea emarginata – krocznik wycinek
- Idaea fuscovenosa – krocznik ciemnożyłek
- Idaea humiliata – krocznik pokorniak
- Idaea inquinata – krocznik ziołowiak
- Idaea laevigata
- Idaea moniliata – krocznik kanaczek
- Idaea muricata – krocznik zorzak
- Idaea ochrata – krocznik ochrowiak
- Idaea pallidata – krocznik blednik
- Idaea rufaria
- Idaea rusticata
- Idaea seriata – krocznik rzędzik
- Idaea serpentata – krocznik wężowiak
- Idaea straminata – krocznik niezdobiak
- Idaea sylvestraria – krocznik gajowiak
- Isturgia arenacearia
- Isturgia carbonaria
- Isturgia limbaria
- Isturgia murinaria – witalnik myszaciak
- Isturgia roraria – witalnik obrębek
- Jodis lactearia – miernik mleczak
- Jodis putata – miernik borówczak
- Kemtrognophos ambiguata
- Lampropteryx otregiata – paśnik podrzędek
- Lampropteryx suffumata – paśnik pachniczek
- Larentia clavaria – paśnik ślazowiec
- Ligdia adustata – plamiec trzmieliniak
- Lithostege farinata – pokrocz szroniak
- Lithostege griseata – pokrocz szarak
- Lobophora halterata – platynka osikówka
- Lomaspilis marginata – plamiec nabuczak
- Lomaspilis opis
- Lomographa bimaculata – ciemnokres dwuplamek
- Lomographa temerata – ciemnokres czeremszak
- Lycia hanoviensis
- Lycia hirtaria – krępak nalipek, włochacz nalipek
- Lycia isabellae – włochacz modrzewiak
- Lycia pomonaria – włochacz najabłoniak
- Lycia zonaria – krępak pasiak, włochacz zonaria
- Lythria cruentaria – sudamek szczawiak
- Lythria purpuraria – sudamek purpurek
- Macaria alternata – witalnik zmiennik
- Macaria artesiaria – paśnik iwiniak, witalnik iwiniak
- Macaria brunneata – witalnik rdzawiak
- Macaria carbonaria – witalnik węgliniak
- Macaria liturata – witalnik borowiak
- Macaria notata – witalnik dębniak
- Macaria signaria – witalnik choiniak
- Macaria wauaria – witalnik porzeczkowiak
- Martania taeniata – witalnik byliczak
- Melanthia alaudaria – paśnik skowronek
- Melanthia procellata
- Mesoleuca albicillata – paśnik maliniak
- Mesotype didymata
- Mesotype parallelolineata – peryzoma równoleglica
- Mesotype verberata – peryzoma żyłkowana
- Minoa murinata – niekrasek myszatek
- Narraga fasciolaria – witalnik byliczak
- Nebula achromaria
- Nebula nebulata
- Nothocasis sertata
- Nycterosea obstipata – paśnik pochyłek
- Odezia atrata – biesek murzynek
- Odontopera bidentata – ciośnik dwuzębiak
- Operophtera brumata – piędzik przedzimek
- Operophtera fagata – piędzik siewierak
- Opisthograptis luteolata – mokosz cierniowiak
- Orthonama vittata – paśnik drewniak
- Ourapteryx sambucaria – bodzieniec bzowiak
- Pachycnemia hippocastanaria – płazik wrzosowiak
- Paradarisa consonaria – paśnik zgodniak
- Parectropis similaria – przylepek podobniak
- Pareulype berberata – paśnik berberysek
- Pasiphila chloerata – grotniczek tarniniec
- Pasiphila debiliata – grotniczek jagodniczek
- Pasiphila rectangulata – grotniczek owocowiec
- Pelurga comitata – paśnik maczyniak
- Pennithera firmata – paśnik trwalnik
- Perconia strigillaria – pytnik pasiaczek
- Peribatodes ilicaria
- Peribatodes rhomboidaria – przylepek kruszyniak
- Peribatodes secundaria – przylepek następnik
- Perizoma affinitata – peryzoma lepniczanka
- Perizoma albulata – peryzoma białawka
- Perizoma alchemillata – peryzoma przywrotnica
- Perizoma bifaciata – peryzoma dwupaska
- Perizoma blandiata – peryzoma półpaska
- Perizoma flavofasciata – peryzoma żółtopaska
- Perizoma hydrata – peryzoma wodnica
- Perizoma incultaria
- Perizoma lugdunaria
- Perizoma minorata
- Perizoma obsoletata
- Petrophora chlorosata – skalniak orliczak
- Phaiogramma etruscaria
- Phibalapteryx virgata – siepacz dziewiczak
- Phigalia pilosaria – boratek naśnieżek
- Philereme transversata – paśnik poprzecznik
- Philereme vetulata – paśnik kłębiniec
- Plagodis dolabraria – nakreślik dębowiec
- Plagodis pulveraria – nakreślik iwiniak
- Plemyria rubiginata – paśnik rudoplamek
- Pseudopanthera macularia – osmaganek plamek
- Pseudoterpna pruinata – miernik szroniak
- Psodos quadrifaria
- Pterapherapteryx sexalata – platynka wierzbówka
- Pungeleria capreolaria – nieliczalnik sarniak
- Rheumaptera hastata – paśnik oszczepiak
- Rheumaptera subhastata
- Rhodometra sacraria
- Rhodostrophia vibicaria – zdobik różopas
- Schistostege decussata
- Schistostege nubilaria
- Scopula caricaria
- Scopula corrivalaria
- Scopula decorata – wątlak ozdobny
- Scopula emutaria – wątlak kieliszniczak
- Scopula floslactata – wątlak falistak
- Scopula immorata – wątlak nawrzosak
- Scopula immutata – wątlak niezmiennik
- Scopula incanata – wątlak siwinek
- Scopula marginepunctata – wątlak brzegokropek
- Scopula nemoraria – wątlak gajowiak
- Scopula nigropunctata – wątlak czarnokropek
- Scopula ornata – wątlak nadobny
- Scopula rubiginata – wątlak rdzawiak
- Scopula ternata – wątlak trójpasek
- Scopula umbelaria – wątlak cieniowiak
- Scopula virgulata – wątlak pręgowiak
- Scotopteryx bipunctaria
- Scotopteryx chenopodiata – paśnik komosiak
- Scotopteryx coarctaria
- Scotopteryx luridata – pomiernik siniec
- Scotopteryx moeniata
- Scotopteryx mucronata – pomiernik murownik
- Selenia dentaria – sykrzytek bezksiężyczak
- Selenia lunularia
- Selenia tetralunaria – sykrzytek dereniak
- Selidosema brunnearia
- Siona lineata – dybik liniaczek
- Spargania luctuata – skrzytek księżyczak, paśnik zwinnik
- Stegania cararia – witalnik zatoczak
- Stegania dilectaria
- Synopsia sociaria
- Tephronia sepiaria
- Thalera fimbrialis – miernik kędziorek
- Thera britannica – paśnik jodłowiec
- Thera cognata – paśnik złączyk
- Thera juniperata – paśnik jałowczak
- Thera obeliscata – paśnik trwalnik
- Thera variata – paśnik przekrasek
- Thera vetustata – paśnik starczyk
- Therapis flavicaria
- Theria rupicapraria – wiosennica porożyca
- Thetidia smaragdaria
- Timandra comae – walgina rdestniak
- Trichopteryx carpinata – platynka grabówka
- Trichopteryx polycommata
- Triphosa dubitata – paśnik jaskiniowiec
- Venusia blomeri – dyskotka wiązówka
- Venusia cambrica – wenuska kambryjska
- Xanthorhoe biriviata – paśnik dwurzeczek
- Xanthorhoe designata – paśnik znacznik
- Xanthorhoe ferrugata – paśnik mysiotrzewiak
- Xanthorhoe fluctuata – paśnik chrzaniak
- Xanthorhoe incursata
- Xanthorhoe montanata – paśnik nagórek
- Xanthorhoe quadrifasciata – paśnik czteropasek
- Xanthorhoe spadicearia – paśnik cisawiak